# L'Abbaye
L'Abbaye ([labeˈi], toponimo francese) è un comune svizzero di 1 467 abitanti del Canton Vaud, nel distretto del Jura-Nord vaudois.

## Geografia fisica
L'Abbaye si affaccia sul lago di Joux.

## Monumenti e luoghi d'interesse

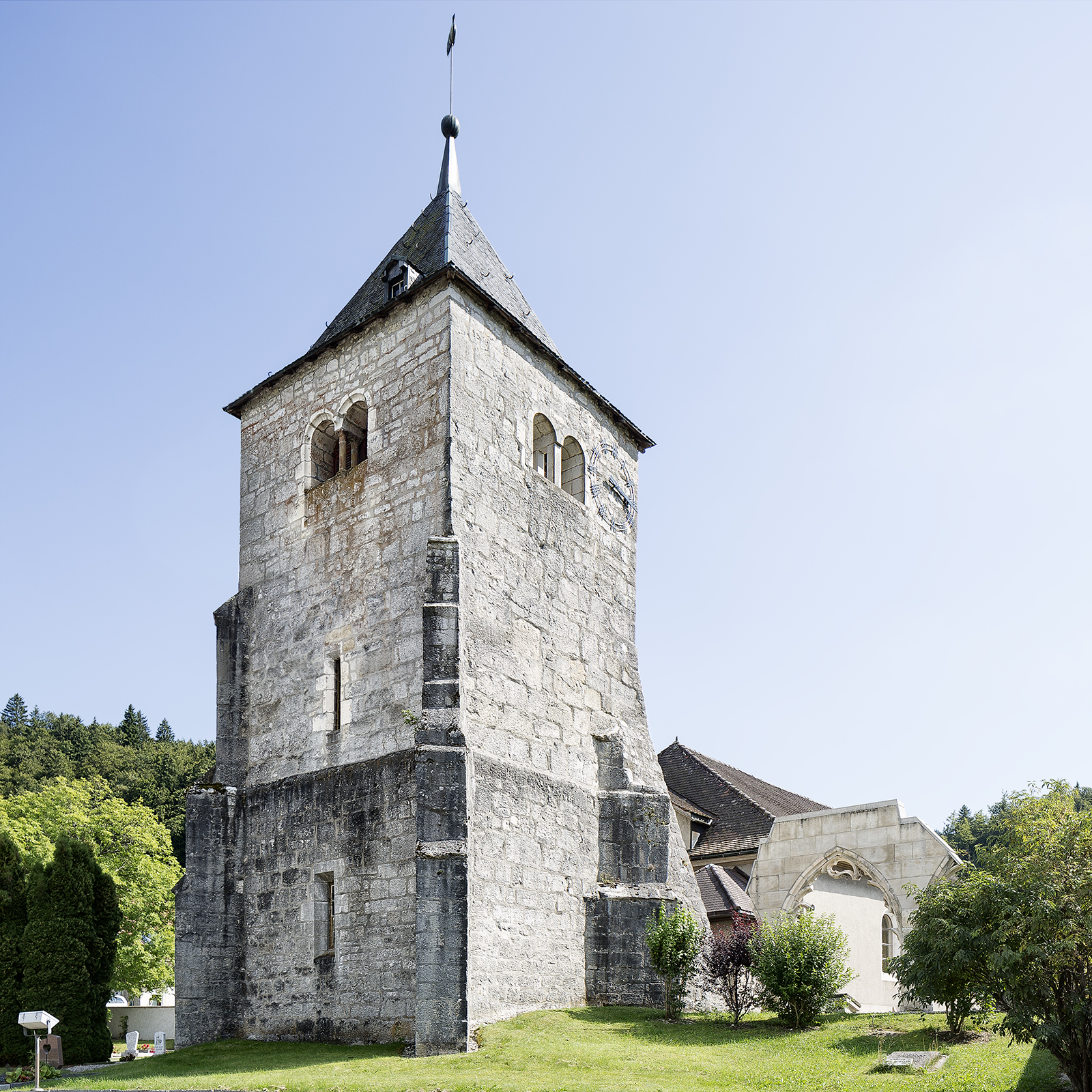
La torre Aymon

- Chiesa riformata, attestata dal 1543 e ricostruita nel 1865[2];
- Torre Aymon, eretta dopo il 1331[2].

## Società

### Evoluzione demografica
L'evoluzione demografica è riportata nella seguente tabella:
Abitanti censiti

## Infrastrutture e trasporti
L'Abbaye è servito dalla stazione di Le Pont, capolinea della ferrovia Pont-Brassus.

## Amministrazione
Ogni famiglia originaria del luogo fa parte del cosiddetto comune patriziale e ha la responsabilità della manutenzione di ogni bene ricadente all'interno dei confini del comune.